# Dansk Model Jernbane Union
Dansk Model Jernbane Union (DMJU) er et forbund af danske modeljernbaneklubber, der er stiftet 9. april 1961. DMJU har til formål at fremme samarbejdet mellem danske og udenlandske klubber og fremme interessen for modeljernbane som hobby i Danmark. Der er lidt over 100 klubber med, men alle kan optages, hvis de har mindst tre medlemmer. DMJU repræsenterer de danske klubber i den europæiske organisation MOROP, der udarbejder Normer for Europæiske Modeljernbaner (NEM).
DMJU arrangerer hvert år i en weekend udstillingen Modeltog for alle skiftevis øst og vest for Storebælt, typisk i Hovedstadsområdet og Trekantområdet. På udstillingerne deltager en række klubber med modeller og modulanlæg samt en del forhandlere. Desuden er der konkurrencer og et inviteret udenlandsk anlæg. Derudover har DMJU forskellige andre aktiviteter så som udnævnelse af årets model i forskellige kategorier.

## Historie

### Forhistorie
Den første danske modeljernbaneklub var den stadig eksisterende Dansk Model-Jernbane Klub (DMJK), der blev stiftet i København 25. marts 1938. Efter Besættelsen kom der flere andre klubber til. For eksempel oprettedes de stadig eksisterende Jydsk Model Jernbane Klub i Aarhus i 1945, Slagelse Model Jernbane Klub i 1946, Odense Model Jernbane Klub i 1949, Kalundborg Model Jernbane Klub i 1949 og Modeljernbaneklubben H0 i København i 1949.
Kaptajn J. Rosenfeldt foreslog at danne en union, men det blev ikke umiddelbart til noget. I stedet enedes alle klubber på et møde i Aarhus 6. marts 1949 om udgivelse af et tidsskrift med Rosenfeldt som redaktør. Bladet Modeljernbanen blev lanceret i april 1949 som officielt organ for de danske modeljernbaneklubber og bragte artikler om både modeljernbaner og virkelige jernbaner. At der var grundlag for et blad kunne set ved et års jubilæet i april 1950, idet antallet af danske modeljernbanefolk var steget fra 2-3.000 til 3-4.000, mens antallet af klubber var steget fra 6-7 til 21. Bladet ophørte imidlertid i juni 1952, da Rosenfeldt skulle udstationeres.
I slutningen af 1949 og begyndelsen af 1950 var der en del læserbreve i Modeljernbanen om dannelse af en union. Andr. Skourup fra Haderslev Model Jernbane Klub syntes, at de små og nye klubber ville stå stærkere, når de var sammensluttet med de ældre og stærkere. DMJK's tidligere formand A. Arendrup mente, at der var stemning for samarbejde, og at en union kunne videreføre indhentede erfaringer. Hans efterfølger Torben Nellemann mente til gengæld, at en union var overflødig, da DMJK allerede have udarbejdet standarder for den da udbredte skala 0 (størrelsesforhold 1:45). Desuden ville det koste i administration og tjenesterejser. Jydsk Model Jernbane Klubs formand Mogens W. Nielsen pegede på behovet for standarder for skala H0 (størrelsesforhold 1:87), som Modeljernbanen først var ved at udsende. Han foreslog desuden en indkøbscentral, hvor folk kunne få gode og billige materialer. Det sidste afviste Kolding Model Jernbane Klubs formand K. Moltrup, da produktion af løsdele krævede mange penge og arbejde. Rejser for delegerede ville også tynge de enkelte klubbers økonomi. Samtidig sørgede Modeljernbanen allerede for samarbejde. Modeljernbaneklubben H0's formand O.E. Schön argumenterede modsat for samarbejde men syntes ikke rigtigt, at DMJK som "moderklub" bidrog til det.
På DMJK's generalforsamling 29. marts 1950 fremsatte bestyrelsesmedlemmerne Poul Erik Clausen og Poul Erik Harby forslag om, at der skulle tages kontakt med andre klubber om dannelse af en union. Det kom dog ikke til nærmere drøftelse på grund af interne uenigheder i klubben om andre emner. En ekstraordinær generalforsamling 8. maj 1950 endte imidlertid med, at Torben Nellemann trak sig som formand for DMJK, hvorefter Poul Erik Clausen overtog hvervet.
I andre lande var der tilsvarende tanker om forbund. Det førte til, at der blev afholdt internationale konferencer i Rüdesheim am Rhein i 1952 og i München i 1953. Her fungerede blandt andet Poul Erik Clausen og James Steffensen som danske repræsentanter. Konferencerne førte til udarbejdelse af de første Normer for Europæiske Modeljernbaner (NEM), så modeltog i en given skala kunne bruges på en hvilken som helst bane i denne skala. Det blev desuden besluttet, at der skulle dannes en international sammenslutning ved den næste konference i 1954. Forud for konferencen sendte DMJK i juni 1954 et forslag til ni andre danske klubber om, at man skulle tilslutte sig den. DMJK ville indtil videre fungere som sekretariat og mellemled. Syv klubber accepterede forslaget og den løse sammenslutning Danske Modeljernbaneklubber (DMK), der kom til at stå som medstifter af det internationale forbund MOROP. Stiftelsen af MOROP fandt sted på en konference i Genova 10.-12. september 1954. DMK fortsatte i de efterfølgende år som et løst dansk samarbejde, idet det i praksis var Poul Erik Clausen, der fungerede som det nævnte sekretariat og mellemled. Hans mange tjenesterejser for arbejdsgiveren Dansk Brandværns-Komité gav således god mulighed for kontakt med de forskellige klubber rundt om i landet.

### MOROP-kongressen i 1959
Ved den årlige MOROP-kongres 8.-12. august 1957 i Paris blev det besluttet, at 1959-kongressen skulle finde sted i København. Kongressen var åben for alle interesserede i jernbaner og modeljernbaner. Af hensyn til omfanget var den danske deltagelse dog begrænset til medlemmer af klubber tilsluttet DMK, som der i 1959 var 13 af. I alt var der deltagere fra 12 lande i kongressen. 310 personer havde tilmeldt sig, men ikke alle kom, blandt andet fordi deltagerne fra Tjekkoslovakiet ikke havde kunnet få rejsetilladelse. Af hensyn til de udenlandske besøgende var der i øvrigt indrettet et særlig oplysningsbureau på Københavns Hovedbanegård, der var åbent, når de internationale eksprestog ankom.
Forud for den egentlige kongres afholdtes der arbejdsmøder i MOROP's repræsentantskab og tekniske udvalg på Søpavillonen 16.-17. juli 1959. Repræsentantskabet diskuterede en fælles MOROP-plakat og næste års mødested. Det tekniske udvalg diskuterede normer om symboler på spor- og ledningsplaner, kurveradier, dobbelthjertestykker i sporkrydsninger og koblingsholdere til skala H0.
Selve kongressen begyndte 18. juli, hvor der var udstilling på Københavns Hovedbanegård. Udstillingen bestod primært af modeller af ældre og nyere tog og lokomotiver bygget af medlemmer af danske klubber, mens Jernbanemuseet blandt andet bidrog med et par modeller af færger. Derefter var der rundtur med sporvogn, hvor især benyttelsen af museumsvogne var populært. Den egentlige generalforsamling i MOROP fandt sted på Søpavillonen. 19. juli var der udflugt med Nord-Express og Storebæltsfærge til Nyborg og dampsærtog derfra til Odense. Her var der besøg i fjernstyringscentralen, idet der samtidig var arrangeret besøg i H.C. Andersens Hus for damerne. Tilbageturen gik med færge Knudshoved-Halskov og besøg hos Slagelse Modeljernbaneklub. Ved Roskilde var der arrangeret kapløb mellem damp- og diesellokomotiv, hvor dampen til deltagernes jubel vandt. 20. juli var der udstilling af ældre og nyere tog på Østerport Station, udflugt til DSB's centralværksted samt besøg hos københavnske modeljernbaneklubber. På kongressens sidste dag, 21. juli, var der udflugt med tog til Helsingør og færge derfra til Helsingborg. Derefter kørtes med særtog med skinnebusser til Malmö, hvor der var foredrag om stationen og besøg på maskindepotet. Til sidst sejledes tilbage til København, hvor kongressen sluttede.
Poul Erik Clausen havde lagt et stort arbejde i kongressen og blev hyldet af deltagerne for det. Men kun seks dage efter, 27. juli, døde han af en blodprop, 43 år gammel. En medvirkende årsag var antageligt, at arbejdet med kongressen havde slidt ham op. Han blev efterfulgt som DMJK's formand af Jens Voldmester i 1959-1960 og af E. Albrechtsen i 1960-1962. E. Albrechtsen arbejdede som formand på at rette op på klubbens økonomi, der var blevet anstrengt af kongressen. Desuden arbejdede han videre med Clausens idé om en union for danske modeljernbaneklubber. Gennem et par år blev der holdt en række møder med andre klubber om det.

### Stiftelsen
I begyndelsen af 1961 inviterede DMK til dannelse af en egentlig sammenslutning for alle danske modeljernbane- og jernbaneinteresserede. Sammenslutningen skulle fungere som bindeled mellem dem, repræsentere dem i MOROP og afholde fælles arrangementer. Både modeljernbaneklubber og enkeltpersoner kunne blive medlemmer. Stiftelsen fandt sted 9. april 1961 på Ungdomsborgen (Hotel Lillevang) i Slagelse i forbindelse med Slagelse Model Jernbane Klubs 15 års jubilæum, hvor mange klubber i forvejen var repræsenteret. Der deltog ti modeljernbaneklubber samt den tidligere på året stiftede Dansk Jernbane-Klub. Da man ønskede, at fremtidige jernbaneklubber også skulle være med i sammenslutningen, var der en del diskussion om navnet. Man endte med Sammenslutningen af Danske Modeljernbaneklubber og Jernbanevenner (SDMJK & JV). Jernbaneklubberne syntes imidlertid, at sammenslutningen alligevel ikke var noget for dem. I december 1961 blev sammenslutningens navn derfor ændret til det stadig benyttede Dansk Model Jernbane Union (DMJU).
I 1962 tegnede John Hansen et logo til DMJU, der stadig benyttes. Det består af en rød cirkel indeholdende forkortelsen DMJU, et vingehjul og et par forbundne koblinger. Vingehjulet er et symbol, der bruges af mange jernbaneselskaber i forskellige udformninger i ind- og udland. Koblingen symboliserer, at klubberne er koblet sammen. Koblingen har af og til givet anledning til kritik fra folk, der ikke mente, at den var rigtigt tegnet, men den blev forsvaret med kunstnerisk frihed.
De første år var der kun begrænsede aktiviteter udover udsendelse af meddelelser. 28.-29. september 1963 var der en udflugt med besøg hos den daværende Aalborg Modeljernbaneklub og kørsel på Hjørring-Løkken-Aabybro Jernbane, der blev nedlagt i den weekend. Ved generalforsamlingen 24. november 1968 fremgik det til gengæld, at der havde været nogen indtægter men ingen udgifter i den forgangne regnskabsperiode. Der var 11 tilmeldte klubber med 249 medlemmer, men da nogle af klubberne ikke havde talt de passive med, var det reelle medlemstal formentlig et stykke over 300. Det havde været tanken at afholde MOROP-kongressen i 1969 i Danmark, men det måtte DMJU afstå fra, hvorefter Vesttyskland overtog den med kort varsel. Kongressen var ellers tænkt afholdt i Aarhus med udflugter på privatbaner og til det nye jernbanemuseum i Odense. Men banerne var blevet nedlagt i mellemtiden, mens åbningen af museet til gengæld lod vente på sig.

### MOROP-kongressen i 1970
På DMJU's generalforsamling 24. november 1968 blev det enstemmigt vedtaget at tilbyde afholdelse af MOROP-kongressen i 1970. Tilbuddet blev efterfølgende godkendt af MOROP's præsident sammen med det foreløbige program. Klubberne blev præsenteret for programmet ved et delegeretmøde i Aarhus 23. februar 1969, hvor de tog godt imod det. Der var dog nogen skepsis overfor en ide om et udstillingsanlæg i skala 0, da det ville kræve meget arbejde. DMJU's bestyrelse undersøgte imidlertid efterfølgende muligheder for lokaler til et udstillingsanlæg. Det endte med, at Danmarks Tekniske Museum godkendte et tilbud fra DMJU 17. april 1969. Der blev stillet et udstillingslokale til rådighed i det daværende museum på Nordre Strandvej i Helsingør, ligesom museet betalte 12.000 kr. for opbygning og drift af anlægget. Derefter kunne arbejdet med anlægget så gå i gang. Bladet Signalposten udskrev desuden en modelbyggekonkurrence, hvor resultaterne dels kom i drift på anlægget og dels kunne ses i en udstilling hos sparekassen SKS på Vimmelskaftet i København i forbindelse med kongressen 31. juli-8. august 1970.
Udstillingsanlægget blev på 5 x 35 m og bestod af en mindre del med tog fra 1847-1930 og en større del med tog fra 1930-1970. De to dele blev forbundet af en kort færgeoverfart med en model af jernbanefærgen M/F Morsø fra Sallingsundoverfarten. Den mindre del, kendt som det gamle anlæg, bestod af en simpel rundbane med to stationer samt en sporvejslinje betjent af vogne fra Århus Sporveje. Det gamle anlæg blev opbygget i Slagelse. Den større del, kendt som det nye anlæg, opbyggedes i museets magasin på Ole Rømers Vej i Helsingør med grundlag i et udstillingsanlæg, som DMJK havde bygget til en udstilling, museet afholdt i 1963. Det blev udformet som en sammenslynget rundbane med fire stationer foruden en containerterminal som det sidste nye indslag fra virkeligheden. Huse og tog til det samlede anlæg udover dem fra konkurrencen blev udlånt af klubberne og blev returneret, da anlægget blev demonteret efter udstillingen. Togene kunne køres med cab-kontroller, men det var også muligt at lade dem køre automatisk ved hjælp af en strimmellæser, der ved at læse en papirhulsstrimmel udløste forskellige funktioner. Udstillingsanlægget var tilgængelig for offentligheden i perioden 4. juli-16. august 1970, hvor museet havde 48.759 betalende gæster.
Forud for den egentlige kongres var der møde i de ledende og tekniske udvalg 3.-4. august 1970. Det ledende udvalg beskæftigede sig blandt andet med valg, kontingent og de næste års mødebyer. Det tekniske udvalg diskuterede standardisering af koblinger og hjul til skala N (størrelsesforhold 1:160) og standardkoblinger til skala H0. Desuden foreslog Mogens Müller fra Helsingør Jernbaneklub (oprindeligt en modeljernbaneklub) en norm for elektronisk kontrolleret flertogsdrift, hvor togene kontrolleredes ved hjælp af radiostyring.
Kongressen som sådan begyndte 4. august med besøg på Københavns Hovedbanegård og Godsbanegård samt åbningsarrangement i Ingeniørhuset på Vester Farimagsgade. 5. august gik det med særtog til Odense, hvor færgerne i Korsør var særligt interessante for de udenlandske deltagere. I Odense var der flere udflugter og besigtigelse af Jernbanemuseets materiel. Derfra gik det med særtog til frokost på restaurant Broen ved Lillebæltsbroen og derefter med både til maskindepotet i Fredericia. Til sidst toges tilbage til København med særtog og færge. 6. august var der udflugt til Faxe Ladeplads med Faxe Jernbane, hvor et smalsporet damplokomotiv var et populært indslag. Der manglede dog organiseret spisning, hvilket gik udover nogle købmænd og bagere undervejs. 7. august kørtes med særtog til Danmarks Tekniske Museum, hvor udstillingsanlægget besås. Efterfølgende kørtes med særtog til Gilleleje, Y-tog til Hillerød og S-tog tilbage til København. Om aftenen sluttedes af med festmiddag i Ingeniørhuset. Der var 297 deltagere i kongressen.

### Fra stilstand til fremgang
I 1970'erne og 1980'erne mærkede man ikke så meget til DMJU. I 1975-1976 blev de dog involveret i en debat i Signalposten om produktion og salg af løsdele til folk, der byggede selv i skala 0. Nogle klubber købte og producerede godt nok selv løsdele, men de var ikke nødvendigvis interesseret i at sælge til udenforstående. Hans Gerner Christiansen fra Odense Model Jernbane Klub foreslog så, at DMJU kunne sørge for samarbejde om det. DMJU's formand E. Beyer oplyste dog, at de ikke umiddelbart kunne hjælpe, da bestyrelsen boede spredt, og budgettet kun rakte til at udsende medlemslister. Jørgen Henneke fra Jydsk Model Jernbane Klub fortalte, at DMJU ikke havde indgået i deres tanker, da de oprettede en indkøbsafdeling, da unionen nærmest blev opfattet som noget med kongresser i fjerne egne og normer om hjul. Torben Bejerholm var bekymret og spurgte om, hvad man skulle med DMJU, når de ikke formidlede samarbejde klubberne imellem. Erik Juul-Pedersen svarede, at skulle der etableres en fælles indkøbsafdeling eller afholdes arrangementer, var der op til klubmedlemmerne selv at gøre noget, for DMJU havde intet personale, der kunne gøre det.
Blandt de aktiviteter DMJU dog havde var årsmøder hos skiftende klubber med tilhørende modelbyggekonkurrencer og deltagelse i de årlige MOROP-kongresser. Deltagelse i kongresserne var imidlertid for egen regning. Det medførte at MOROP-kongressen i Hannover i 1982 blev uden dansk deltagelse. Ingen var villige til at bruge 2.500-3.000 kr. på et deltagergebyr på 345 D-mark, overnatning og transport samt en uges ferie på det (et årsabonnement på Signalposten kostede til sammenligning 90 kr. i 1982). DMJU's formand Jørgen Henneke mente da også, at kongresserne ikke burde præges af store ambitiøse arrangementer. DMJU blev dog repræsenteret ved senere kongresser, for eksempel i Linz i 1984 og Bruxelles i 1985. DMJU selv omfattede 14 klubber i 1986. Der var imidlertid grundlag for vækst, da man havde kendskab til 30-40 andre klubber.
I 1986 var DMJU vært for en mellem-kongres for MOROP i København. De afholdes hvert år mellem de egentlige kongresser, for at den tekniske kommission kan gennemgå forslag fra dens arbejdsgrupper. De færdige forslag bliver så efterfølgende fremlagt til vedtagelse på de egentlige kongresser. Medlemmer af MOROP's præsidium mødes også på mellem-kongresserne for at planlægge kommende kongresser, udstillinger og møder. DMJU var vært for en tilsvarende mellem-kongres i Odense i 2007.
I 1990'erne fik DMJU et gennembrud, da det begyndte at arrangere modeljernbaneudstillinger for offentligheden som beskrevet længerede nede. Den første med deltagelse af klubber og forhandlere blev afholdt i København i 1994 med 3.519 betalende gæster. Efter en anden udstilling i Fredericia i 1995 blev det vedtaget, at der så vidt muligt skulle afholdes årlige udstillinger i skiftevis København og provinsen. Sideløbende med udstillingerne fik DMJU også for alvor vokseværk. I 1995 kom man op på 21 klubber med 400 enkeltmedlemmer, hvilket var rekord på det tidspunkt. Allerede i 1998 var man imidlertid kommet op på 40 klubber.

### MOROP-kongressen i 1999
I 1999 afholdt DMJU for tredje gang MOROP-kongres efter at være blevet spurgt om det af MOROP's præsidium flere gange. Denne gang fandt det sted i Aarhus i perioden 21.-28. august. Ligesom sidst gik de første dage også denne gang med behandling af normer i det tekniske udvalg. Blandt andet blev der arbejdet med normerne for skala N og TT (størrelsesforhold 1:120), koblingsskakter for skala H0, det digitale styresystem DCC og retningslinjer for elektrisk sikkerhed på modeljernbaner. Derudover var der stemning for en ny epoke VI udover de hidtidige fem, der benyttedes til tidsmæssig inddeling af modeljernbaner, men det skulle vedtages ved det næste års kongres i Lissabon.
Efter møderne var der åbning af kongressen på Aarhus Rådhus. De næste dage gik så med en række udflugter. Første udflugt gik med damptog til Odense med besøg på Jernbanemuseet og derfra med IR4 gennem den til lejligheden oplyste Storebæltstunnellen til Slagelse med besøg hos Slagelse Model Jernbane Klub. Tilbageturen foregik tilsvarende med IR4 og damptog. Anden udflugt var en rundtur med bus til Veteranbanen Bryrup-Vrads med kørsel med damptog, besøg i Legoland Billund og på Bindeballe Station samt Bindeballe Købmandsgård. Den tredje udflugt var med damptog til Randers med besøg på maskindepotet, hvor DSB Museumstog holdt til. Derefter kørtes med Mariager-Handest Veteranjernbane og på tilbageturen besøgtes Modelbane Europa i Hadsten. Den fjerde udflugt gik via Randers til Allingåbro, der er hjemsted for Djursland for fuld damp. På tilbageturen besøgtes Randers Regnskov. Den femte og sidste udflugt gjaldt et besøg hos Skanderborg Modeljernbane Klub.
Der var ca. 150 deltagere i kongressen fra 15 europæiske lande samt USA. I anledning af kongressen blev der fremstillet en særlig reklamevogn, som deltagerne fik med hjem. Den var lavet på basis af en Tuborg-ølvogn med normal bemaling på den ene side og MOROP-logo samt en stor tekst med Århus 1999 på den anden side. Derimod havde forhandleren Trinbrættet Århus, der bød på danske modeller, ikke det store salg. Deltagerne var veletablerede modeljernbanefolk, der næppe manglede noget. Den danske producent Heljan var også med, og direktøren Jan Nannestad holdt en tale om firmaet og dets produktion.

### Vokseværk og nye tiltag
I 2001 inviterede DMJU's tyske kollegaer Bundesverband Deutscher Eisenbahn-Freunde (BDEF) dem til at deltage i den årlige messe Modellbahn Süd i Stuttgart 30. oktober-2. november 2003. Årets tema for messen skulle være Partnerland Dänemark, og det var planen, at 7-10 danske anlæg skulle deltage. Desuden skulle 30-40 personer deltage med rejse og ophold betalt af messen. Der var i forvejen mange tyskere, der kørte dansk, idet de var faldet for de danske jernbaner efter at have været i Danmark som turister. Messen ombestemte sig dog og aflyste DMJU's deltagelse, da man ikke syntes, at det så godt nok ud. I stedet valgte messen at have et skandinavisk tema, hvor kun DMJK og Fredensborg Modeljernbaneklub kom med som de danske indslag.
På hjemmefronten fortsatte DMJU med udstillinger i øst og vest. Antallet af klubber voksede sideløbende, så man i 2001 var oppe på 50. I 2007 var tallet steget yderligere til 75 klubber, hvilket viste at der var stor interesse for modeljernbane som hobby. Samtidig var alle klubber, der kørte i skala 0, nu kommet med i DMJU for at fremstå tydeligere og få en større platform, når de skulle henvende sig til interesserede. De fik desuden deres eget samarbejde i spor0.dk. DMJU som helhed kunne i 2008 mønstre 78 klubber med omkring 1.300 enkeltmedlemmer. De enkelte klubbers medlemstal varierede fra 1 til omkring 90. Et eksempel på en enmandsklub var Klub Z, der kørte i skala Z (størrelsesforhold 1:220). Den tilhørte DMJU's formand Jan Kaspersen, samtidig med at han repræsenterede den mere gængse Sydvestjysk Modeljernbaneklub.
På DMJU's generalforsamling i 2011 blev der fremlagt en Plan 2012 med en række visioner om at give unionen en mere aktiv rolle. Som en del af planen indførtes Årets model, hvor klubmedlemmerne nominerer og stemmer om nye modeller i forskellige kategorier. De vindende producenter modtager diplomer, mens de deltagende klubber er med i en lodtrækning om gavekort. De første diplomer blev uddelt i 2013 med 1., 2. og 3. plads i fire kategorier for 2012-modeller. Felix team vandt her i kategorien eksklusive modeller med damplokomotivet litra O, Roco i kategorien trækkraft med et lyntog litra MA, Heljan i kategorien vogne med en personvogn litra CM og Epoke Modeller i kategorien tilbehør med en hestetrukken ølvogn. Årets model er fortsat hvert år sidenhen. Kim Nannestad fra Heljan, der fik to diplomer i 2013, fortalte, at denne respons fra kunderne betød meget for dem. De var stolte over hæderen, men det var også et skulderklap til virksomheden. Til Årets model 2015 blev der lavet en oversigt over modeller til inspiration ved nomineringerne. Det gav dog anledning til debat i nogle internetfora om visse af modellerne, fordi diskussionsdeltagerne fejlagtigt troede, at oversigten var en afstemningsliste.
I 2015 introducerede MOROP Modeljernbanens Dag som en PR-begivenhed hvert år 2. december. DMJU støttede op om initiativet for at skabe opmærksomhed om hobbyen og tiltrække medlemmer til klubberne. 8 danske klubber deltog første gang med åbent hus-arrangementer, ligesom to forhandlere havde arrangementer på dagen. Datoen gav efterfølgende anledning til lidt intern debat i DMJU, da den ramle juletravlheden. Den var dog fastlagt af MOROP, antageligt med henblik på at fremme julesalget. Det var dog muligt at afholde de lokale arrangementer på andre datoer.
På DMJU's generalforsamling 25. april 2015 blev der foretaget en række vedtægtsændringer. Det blev blandt andet besluttet, at klubber indmeldt efter den dato skulle have mindst tre medlemmer. Men uanset denne udelukkelse af fremtidige enmandsklubber voksede DMJU fortsat, så unionen ved udgangen af 2015 omfattede 94 klubber med 1.613 enkeltmedlemmer, svarende til 17 i en gennemsnitlig klub. I 2016 rundedes så de 100 klubber, og i 2017 nåede man et foreløbigt højdepunkt med 105 klubber.
I forbindelse med udstillingen i 2017 lanceredes et årskrus med årets model i kategorien trækkraft som motiv. Den første var med DSB MT 101 fra Hobby Trade, der var årets model 2016 i kategorien. Krusene blev dog ikke ligefrem revet væk, men der blev solgt et pænt antal, så der var grundlag for at fortsætte udgivelsen af dem.
I 2020-2022 blev DMJU som resten af samfundet berørt af coronaviruspandemien og de dermed forbundne forsamlingsforbud. Det betød blandt andet, at de planlagte udstillinger i 2020 og 2021 måtte aflyses, som beskrevet længere nede. De fleste af udgifterne til 2020-udstillingen blev dog dækket af staten. Det betød sammen med overskud fra før, at man kunne klare sig økonomisk, også selvom der ikke blev opkrævet kontingent under pandemien. Der var dog alligevel et par klubber, der meldte sig ud af DMJU under pandemien med henvisning til, at det var for dyrt, og de ikke fik noget ud af det. Heroverfor pegede bestyrelsen på, at der var konkurrencer og andre tiltag, men det måtte dog indrømmes, at unionens synlighed kunne forbedres.
Ved generalforsamlingen i 2023 blev det konstateret, at flere klubber oplevede mindre fald i antallet af medlemmer, ligesom antallet af forhandlere også faldt. Det blev derfor antaget, at man ikke havde formået at nedbringe gennemsnitsalderen blandt dem, der dyrkede modeltog. For at gøre noget ved denne udvikling, der i sidste ende også havde betydning for hobbyen som helhed, opfordrede DMJU's bestyrelse til øget samarbejde. For eksempel kunne lokale klubber være med, hvis en forhandler afholdt et arrangement, ligesom klubberne kunne samarbejde mere på tværs af størrelsesforhold.

## Udstillinger
DMJU's første modeljernbaneudstilling blev afholdt i 1994. Der havde dog været en forløber, idet en privat gruppe havde afholdt Dansk Modelbaneudstilling 1989 på DSB-skolen ved Østerport Station i København 14. oktober 1989. Her viste klubber, privatpersoner, forhandlere og producenter hvad der kunne lade sig gøre på danske modeljernbaner ved at fremvise små anlæg, dioramaer, modeller, byggesæt, tilbehør osv. Det blev en succes med 3.000 besøgende, men med et udstillingsareal på kun 200 m² var der trængsel.
På DMJU's generalforsamling i 1993 blev der spurgt, om succesen med udstillingen skulle gentages. Den private gruppe havde ikke kræfter til det, så i stedet påtog DMJU sig at afholde en udstilling på DSB-skolen 19.-20. marts 1994. Formålet med udstillingen var at udbrede kendskabet til modeljernbanehobbyen, som man følte var i tilbagegang. Modeltog var forsvundet fra legetøjsforretningerne, og klubberne oplevede faldende medlemstal. I modsætning til den første udstilling dækkede man dog også jernbanehobbyen generelt med kørsel med og udstilling af veterantog. Indendørs var der nu 600 m², hvor forhandlere, klubber og andre udstillede modeller, dioramaer og små anlæg. DSB havde forbudt direkte salg fra standene, men det forhindrede dog ikke bladet Banen i at hverve mindst 50 nye abonnenter. I alt var der 3.519 betalende gæster på udstillingen. Der var derfor grundlag for en gentagelse i Trekantområdet.
Den næste udstilling blev afholdt i Fredericia Idrætscenter 14.-15. oktober 1995 af DMJU i samarbejde med klubberne i området. Der kom 1.500 besøgende, men der var stadig overskud. Denne gang var der åbent for salg, hvilket gav godt med handel hos et par forhandlere. Heljan deltog som den eneste professionelle producent, men derudover præsenterede et par småserieproducenter nye byggesæt af lokomotiver. Dertil kom så flere klubanlæg, som der denne gang var god plads til. Heljans direktør Jan Nannestad roste efterfølgende DMJU for udstillingen men opfordrede samtidig de andre producenter til også at støtte udstillingerne, så man sammen kunne fremme modeltog som hobby.
Efter opfordring vedtog DMJU, at der så vidt muligt skulle afholdes årlige udstillinger i skiftevis København og provinsen. Den næste udstilling blev således afholdt 15.-16. november 1997 i Nørrebrohallen i København. Denne gang kom der over 5.000 betalende besøgende, og så måtte man endda afvise nogle besøgende og udstillere, fordi der ikke var plads nok. Indenfor var der trængsel hos forhandlerne og omkring klubanlæggene, der var i flere størrelsesforhold. Samtidig kunne små og store producenter præsentere flere nyheder. Heljan var således ved at komme godt i gang med produktion af modeltog, og især deres model af lyntoget litra MS tiltrak sig opmærksomhed.
30. oktober-1. november 1998 var man tilbage i Fredericia, hvor der blev holdt udstilling i samarbejde med Fredericia Modeljernbane Klub. Der var over 2.000 besøgende foruden mange udstillere og forhandlere, men i modsætning til udstillingen i Nørrebrohallen var der god plads. De deltagende klubber udstillede flere anlæg foruden en del hjemmelavede modeller af tog og bygninger, der for fleres vedkommende deltog i konkurrencer. Banen var godt tilfreds med udstillingen og konkluderede: "Det var en dejlig udstilling, hvor klubberne [viste] modelbyggeriets høje standard i Danmark, hvor forhandlerne havde en stor søgning, og hvor det især var glædeligt at se de mange forældre med børn, hvis små øjne strålede af glæde og spænding over det til alle tider fascinerende legetøj - det kære elektriske tog!"

### Udstillinger i 2000'erne
Der var ikke nogen udstilling i 1999 på grund af MOROP-kongressen det år. Men derefter blev der afholdt årlige udstillinger i skiftevis øst og vest. Den første fandt sted 5.-6. august 2000 i Valby-Hallen i København. Her kom der 7.000 besøgende, hvilket stadig er rekord for en DMJU-udstilling. Udstillingen var bygget op efter det nu faste koncept med en række klubber med anlæg i flere størrelsesforhold, en stribe forhandlere og enkelte producenter og importører. Næste udstilling 3.-4. november 2001 fandt sted i Fredericia Idrætscenter med 2.260 besøgene. En nyhed her var, at fem fynske og jyske klubber var gået sammen om et større modulanlæg. Her kunne man blandt andet præsentere punkt-til-punkt-kørsel i stedet for at køre i ring som på de rundbaner, der ellers benyttedes til mange udstillingsanlæg. På udstillingen 31. august-1. september 2002 i Valby-Hallen kom der 4.500 besøgende. Her var hovedattraktionen et anlæg med Berlins centrale Stadtbahn, som Verein für Berlin Brandenburgische Stadtbahngeschichte "Weinbergsweg" var på besøg med. På udstillingen 22.-23. november 2003 i Fredericia Idrætscenter kom der 2.225 besøgende. Udstillingen blev påvirket af, at den kendte forhandler Mads Sjøner fra Trinbrættet Århus var død en uge før.
På udstillingen 28.-29. august 2004 i Valby-Hallen kom der 5.500 besøgende. Et særligt indslag her var et anlæg, hvor den tyske producent Magnus viste deres håndbyggede og detaljerede men også dyre modeller til skala 2 (størrelsesforhold 1:22,5). Næste udstilling blev afholdt 1.-2. oktober 2005 i Fredericia Idrætscenter med knap 2.000 besøgende. Udstillingen 26.-27. august 2006 fandt endnu en gang sted i Valby-Hallen. Her havde man inviteret den tyske Modelleisenbahnclub "Theodor Kunz" Pirna med det, der efter sigende var Europas største modulanlæg i skala TT. 6.-7. oktober 2007 var man tilbage i Fredericia Idrætscenter med 2.277 besøgende. Udstillingen tiltrak så mange udstillere, at nogle forhandlere måtte afvises. 30.-31. august 2008 gjaldt det igen Valby-Hallen. Det inviterede indslag var denne gang et anlæg i skala TT, som familien Hoffmann fra Fredersdorf øst for Berlin havde bygget i fællesskab.
Det var dog ingen hemmelighed, at modeltog, der tilbage i 1950'erne havde været legetøj, som mange drenge ønskede sig, efterhånden var blevet til en populær men dyr hobby for primært voksne entusiaster. Ved udstillingen i 2008 fortalte DMJU's formand Jan Kaspersen således om publikum: "Det er mest de etablerede hobbyfolk, som mødes ved de store modeltogsudstillinger i Øst- og Vestdanmark. Men der kommer selvfølgelig også interesserede udefra, og derfor er udstillingerne et vigtigt vindue mod offentligheden for vores hobby." Han fortalte yderligere, at klubberne også gjorde meget selv for at skabe opmærksomhed omkring modeljernbane som hobby med åbent hus-arrangementer og andre aktiviteter.

### Nedgang og nytænkning
15.-16. august 2009 var der igen udstilling i vest, men denne gang var man rykket til DGI-Huset Aarhus. Man havde længe ønsket at flytte, da sportshallen i Fredericia ikke var udrustet til modeljernbaneudstillinger, og der var dårlige adgangsforhold. De fleste udstillere tog godt imod flytningen, og man kunne samtidig glæde sig over besøg af mange børnefamilier. Selve udstillingen omfattede som sædvanligt klubber med anlæg i flere størrelsesforhold og mange forhandlere. Derudover var der en dioramakonkurrence samt foredrag og workshops om digitaldrift, modulbygning og patinering. Årets indslag udefra var nederlandske Pemoba med et sydtysk bymiljø og MEC Oranienburg fra Berlin med et med et mindre cirkusanlæg og et større anlæg med DDR-tema.
Besøgstallet i Aarhus blev imidlertid en skuffelse med ca. 1.800 mod de 2.277 to år før i Fredericia. Der havde ellers været annonceret i både fagblade og midtjyske lokalaviser, uddelt 20.000 foldere, opklæbet 1.000 plakater i det meste af Jylland og været omtale i lokal-tv. Banens redaktør Vido Hribar skrev bagefter, at han da også havde forventet en stigning i forbindelse med flytningen. Han spekulerede imidlertid på, om de mange udstillinger, der efterhånden blev holdt af både DMJU og andre, gjorde, at det ikke længere var noget særligt. Til de andre udstillinger hørte for eksempel nu Hobbymesse en til to gange om året i Valby-Hallen, men de havde 5-7.000 besøgende hver gang, så der var et publikum. DMJU's formand Jan Kaspersen mente, at udstillingens synlighed ikke havde været god, og at en gentagelse i Aarhus, trods det løft man havde fået, ville kræve nye tiltag. Derudover skulle der tales internt om kritikpunkter, markedsføring og løsninger for fremtiden.
Det økonomiske resultat efter udstillingen i Aarhus medførte, at der ikke var nogen DMJU-udstilling i 2010. Derefter skiftede man imidlertid både by og årstid, da næste udstilling blev afholdt 2.-3. april 2011 i Køge Hallerne. Da hallerne ligger i en udkant af byen, engagerede man Sporvejsmuseet Skjoldenæsholm til at køre med veteranbusser til og fra Køge Station. Desuden kørte Østsjællandske Jernbaneklub med veterantog fra Københavns Hovedbanegård og lokalt på Køge Havn. På selve udstillingen satte man ind med foredrag, workshops, aktiviteter for børn og voksne, modeljernbaner til leg og forskellige konkurrencer. Dertil kom som sædvanlig klubberne med deres anlæg, en række forhandlere og mindre producenter. Besøgstallet blev på 2.900 betalende voksne og ca. 800 børn.
Udstillingerne fortsatte med den næste i vest i Bramdrupdam Hallerne i Kolding 14.-15. april 2012. Der var 20 udstillere med flere anlæg, 20 forhandlere, en mindre dioramakonkurrence og aktiviteter for børn, der kunne male en godsvogn og bygge et hus. Desuden kørte der busser fra Kolding Station og veterantog på Kolding Havn. Der var ca. 1.500 besøgende, men økonomien løb lige rundt. 6.-7. april 2013 var man tilbage i Køge Hallerne med klubanlæg, forhandlere, workshops, dioramakonkurrence og aktiviteter for børn foruden kørsel med veterantog og -busser. Desuden var den tyske Eisenbahnclub Leinefelde på besøg med et anlæg i skala TT. 5.-6. april 2014 gjaldt det på ny Bramdrupdam Hallerne efter stort set samme mønster som sidst. En nyhed på den jyske udstilling var dog, at Modelparken Danmark kørte runder med minitog med børn og barnlige sjæle. Lørdagen før udstillingen medvirkede de og tre andre klubber desuden ved et PR-arrangement for udstillingen, som DMJU havde arrangeret i Kolding Storcenter. På selve udstillingen kom der 1.610 voksne og 235 børn.
Ved udstillingen 25.-26. april 2015 i Køge Hallerne var der så mange klubber, der ville være med, at man måtte udvide med et telt, fordi der ikke var plads nok i hallerne. 25 klubber samt 25 forhandlere og producenter endte med at deltage på udstillingen, hvor der kom lidt over 2.900 besøgende. Den tyske Modelleisenbahnclub "Theodor Kunz" Pirna deltog desuden med deres anlæg i skala TT ligesom i 2006. 2.-3. april 2016 var man tilbage i Bramdrupdam med omkring 20 klubber og over 20 producenter og forhandlere. Mike La Marie fra England deltog som gæst med et anlæg i skala N. Den store deltagelse gav dog også pladsmangel her, så de to haller måtte suppleres med en mindre sal.

### Modeltog for alle
Udstillingen 8.-9. april 2017 fandt igen sted i Køge, nu under titlen Modeltog for alle. Der var dog stadig pladsproblemer, for en lovning fra Køge Kommune fra 2015 om at have en ekstra hal klar i 2017 holdt ikke. Det var så tanken at opsætte en oppustelig air dome som en midlertidig løsning, men det måtte opgives i februar 2017, da sikkerhedshensyn gjorde, at den alligevel ikke måtte anvendes til udstilling. I stedet endte man med at supplere med en hal i Rishøj Idrætscenter 5 km derfra og indsættelse af en ekstra veteranbus mellem de to udstillingssteder. Delingen på to steder gav anledning til bekymring for, om man kunne få folk til så også at besøge begge steder. Det lykkedes imidlertid, og især kørslen med Sporvejsmuseets veteranbusser viste sig at være populært. Udstillingen som helhed havde 2.813 betalende gæster, hvilket blev betragtet som en succes. Samtidig kunne man glæde sig over, at flere store udenlandske producenter nu også var med på udstillingen. Årets gæsteanlæg var et finsk anlæg i skala N. Efter udstillingen var der en sag med Køge Kommune på grund af pladsproblemerne og de dermed forbundne ekstra omkostninger. Men de fralagde sig ethvert ansvar og blev derfor fravalgt til fremtidige udstillinger.
I Kolding kneb det også med pladsen, så selv om man egentlig var tilfredse med Bramdrupdam Hallerne, valgte man at flytte til Sydbank Arena til udstillingen 7.-8. april 2018. I første omgang lejede man den store arena på 3.000 m², men med 21 stande fra klubber og ca. 30 kommercielle stande blev det nødvendigt at leje en ekstra hal, så man kom op på 4.000 m² udstillingsareal. Anlæggene omfattede endnu en gang alt fra skala N til minitog, folk kunne køre med på. Børnene kunne desuden lege med LGB-tog og som noget nyt male en figur i skala H0. Som gæsteanlæg deltog Jokerdalen Privatbane fra Norge, mens et svensk anlæg måtte undværes på grund af sygdom. Udstillingen havde knap 2.400 besøgende. Det var lidt under det forventede, men det blev forklaret med godt vejr om søndagen.
Den næste udstilling i øst blev afholdt 30.-31. marts 2019 i Taastrup Idræts Center. Udstillingen blev den hidtil største målt på både areal, omsætning og udstillere. Man var godt nok spændte på, hvordan flytningen ville gå, men man endte med at få over 4.400 besøgende. De mange anlæg og forhandlere på udstillingen var fordelt på fire haller, hvilket gjorde det lidt svært for publikum at bevare overblikket. Børnene kunne køre med LGB-tog, male en figur og prøve at bygge et hus. De voksne modeljernbanefolk kunne til gengæld forsyne sig med nyheder og tilbud hos forhandlerne. En nyhed var, at Dorte og Hans Hedegaard fra Frederiksberg Auktionshus, kendt fra tv-programmet Under Hammeren, vurderede modeltog og andet legetøj. Spur 0 Modulgruppe Hamburg bidrog med årets gæsteanlæg på deres første udlandstur.
Herefter var det så meningen, at den næste udstilling skulle afholdes i Sydbank Arena i Kolding 28.-29. marts 2020, efterfulgt af Taastrup i 2021. I foråret 2020 blev Danmark imidlertid ramt af coronaviruspandemien, og som følge heraf indførte myndighederne 10.-11. marts 2020 forsamlingsforbud. Det betød at DMJU måtte aflyse sin udstilling, som der allerede var lagt et stort arbejde i. Det var så tanken at afholde udstillingen samme sted i 2021, men den fortsatte pandemi og restriktioner gjorde, at det også måtte opgives. I stedet skulle der så være udstilling i Kolding 2.-3. april 2022. Inden da gjorde usikkerhed om fortsættelse af restriktionerne med følgende risiko for aflysning imidlertid, at udstillingen blev udskudt yderligere til 22.-23. oktober 2022. Her kom der så 1.700 voksne og 150 børn. DMJU omtalte udstillingen som sin 25. Men i optællingen havde man angivet en udstilling i København i 1995 og en i Fredericia i 1996. I virkeligheden var det som nævnt ovenfor en i Fredericia i 1995. Regnedes den private udstilling i 1989 med, kunne der dog stadig tales om 25.
Internt i DMJU drøftedes det, om man skulle blive ved med at holde udstillinger og i givet fald hvornår. De kommercielle udstillere ville gerne have flyttet udstillingerne til efteråret, hvor folk var på vej ind i sæsonen for modeltog, og hvor man samtidig undgik forårets mange helligdage. Til gengæld ville en udstilling i efteråret som regel kollidere med en eller flere klubbers egne aktiviteter. I DMJU's bestyrelse tænkte man, at en udstilling om efteråret måske kunne være med til at tiltrække medlemmer til klubberne. I praksis viste erfaringen fra 2022 imidlertid, at der kom færre besøgende til en udstilling om efteråret end om foråret. Så derfor endte man med at holde fast i udstillinger om foråret.
Det stod dog allerede på forhånd klart, at den næste udstilling skulle afholdes 1.-2. april 2023 i Taastrup, da der var fuldt booket om efteråret der. Her kom der ca. 3.100 betalende voksne og 700 børn. Årets gæsteanlæg var Schmalspuranlage "unteres Preßnitztal" med et udsnit af Preßnitztalbahn i Sachsen i skala H0e. Derefter fulgte en udstilling i Sydbank Arena i Kolding 6.-7. april 2024. Her var der blandt andet foredrag med udgangspunkt i bogen Danmarks Jernbanemiljøer – Spor af jernbanens fysiske kulturarv Der var ca. 1.500 betalende besøgende på udstillingen.